# Heinrich Göppert
Johann Heinrich Robert Göppertⓘ  (  Sprottau, Niederschlesien , 25 de julho de 1800 – Breslau, 18 de maio de 1884 ) foi um botânico e paleontologista alemão.

## Publicações
- Über die Wärmeentwickelung in den Pflanzen, deren Gefrieren und die Schutzmittel gegen dasselbe (1830)
- Über Wärmeentwickelung in der lebenden Pflanze (1832)
- Die fossilen Farnkräuter (1836)
- De floribus in statu fossili (1837)
- De coniferarum structura anatomica (1841)
- Die Gattungen der fossilen Pflanzen, verglichen mit denen der Jetztzeit (1841-1842)
- Beobachtungen über das sogenannte Überwallen der Tannenstöcke (1842)
- Com Georg Karl Berendt (1790-1850) Der Bernstein und die in ihm befindlichen Pflanzenreste der Vorwelt (1845)
- Abhandlungen über die Entstehung der Steinkohlenlager aus Pflanzen (1848)
- Abhandlung über die Beschaffenheit der fossilen Flora in verschiedenen Steinkohlenablagerungen eines und desselben Reviers (1849)
- Monographie der fossilen Koniferen, verglichen mit denen der Jetztwelt (1850,
- Beiträge zur Tertiärflora Schlesiens (1852)
- Die Tertiärflora von Schoßnitz in Schlesien (1855)
- Die Tertiärflora auf der Insel Java (1855)
- Über die fossile Flora der silurischen, der devonischen und der untern Kohlenformation (1860)
- Die fossile Flora der permischen Formation (1864-1865)
- Über Aphyllostachys, eine neue fossile Pflanzengattung, sowie über das Verhältnis der fossilen Flora zu Darwins Transmutationstheorie (1866)
- Die Strukturverhältnisse der Steinkohle (1867)
- Skizzen zur Kenntnis der Urwälder Schlesiens und Böhmens (1868)
- Über Inschriften und Zeichen in lebenden Bäumen (1869)
- Über die Riefen des Pflanzenreichs (1869)
- Über die innern Vorgänge beim Veredeln der Bäume und Sträucher (1874)
- Über das Gefrieren (1883)
- Com Anton Menge (1808-1880), Die Flora des Bernsteins (1883, dois volumes)
- Der Hausschwamm (1885)